# Martin Lauterburg
Martin Lauterburg (* 14. Mai 1891 in Neuenegg; † 9. Juni 1960 in Bern) war ein Schweizer Grafiker, Zeichner und Maler.

## Leben
Der Pfarrerssohn Martin Lauterburg lebte bis 1898 in seinem Geburtsort Neuenegg. Im selben Haus wohnte vor ihm auch Karl Stauffer-Bern. Nach dem frühen Tod des Vaters verbrachte er seine Kindheit im Burgerlichen Knabenwaisenhaus in Bern. Bis zu seiner Maturität 1909 am Freien Gymnasium besuchte er oft seine Mutter auf dem grosselterlichen Haspelgut in Bern und nahm daneben bei Ernst Linck Unterricht im Landschaftsmalen. 1909 bis 1910 belegte er an der Universität Neuenburg ein Semester in Philosophie und Philologie. Der musisch begabte Lauterburg pflegte zeitlebens das Klavierspielen. 1910 bis 1913 studierte er an der Kunstgewerbeschule in München bei Robert Engels und Julius Diez. Anregungen holte sich Lauterburg durch Studien in der Alten und Neuen Pinakothek an Werken von Altdorfer, Dürer, Goya, Rubens und Velásquez. 1919 wurde er Mitglied der Neuen Secession. Oft hielt er sich bei seinem Bruder Otto auf, der Pfarrer in Saanen war, und zeitweise 1919 und 1921 in Montagnola, wo er auch mit Hermann Hesse bekannt wurde. Reisen führten ihn 1925 nach Amsterdam, wo er von Rembrandts Bildern beeinflusst wurde, und 1932 nach Paris. 1935 kehrte er von München zurück nach Bern. 1936 starb die Mutter und Lauterburg lebte danach mit seiner Schwester Therese zusammen. Mit dem Maler Cuno Amiet bestand eine enge Freundschaft. 1951 gab er Winston Churchill, gemeinsam mit Cuno Amiet, Malunterricht in England. Martin Lauterburg lebte bis zu seinem Tod 1960 mit seiner Schwester in der Berner Länggasse.
Lauterburgs Nachlass befindet sich in der Burgerbibliothek Bern.

## Werk
Anfangs malte Lauterburg Landschaften und Innenräume in spätimpressionistischem Stil. Ab 1917 entstanden Bilder mit religiösem Inhalt und das erste Selbstbildnis sowie Blumenbilder, mit denen er seinen eigenen Malstil fand. Die in den folgenden Jahren entstandenen Porträts, so das von Ricarda Huch im Kunstmuseum Bern, brachten ihm Anerkennung. Breite Bekanntheit erlangte er mit seinen realistisch gemalten Geranienbildern. Daneben entwickelte er einen expressiven Stil, in dessen Bildern er sich selbst in seinem Atelier inmitten allerlei Requisiten darstellte. Seine Studien an den Alten Meistern und die Mitgliedschaft bei der Neuen Sezession prägten seine Malerei.
Die von seinem Bruder Otto 1973 gegründete Martin Lauterburg-Stiftung wurde 2014 ins Kunstmuseum Bern überführt. Ein umfassender Querschnitt seines Werks, mit Bildern aus der Sammlung des Museums ergänzt, wird in einer umfangreichen Ausstellung gezeigt.

## Auszeichnungen
- 1937: Goldener Lorbeer der Genossenschaft der Bildenden Künste Wiens.
- 1959: Ehrenmitglied der Münchner Akademie.

## Ausstellungen
- ab 1919: regelmässige Teilnahme an Weihnachtsausstellung, Kunsthalle Bern
- 1930: Einzelausstellung, Kunsthalle Bern
- 1941: mit 12 Exponaten an der Ausstellung «Schweizer Bildhauer und Maler» im Kunsthaus Zürich
- 1948: Einzelausstellung in der Galerie Beaux-Arts in Paris
- 1951: Einzelausstellung Kunstmuseum Bern
- 1961: Gedenkausstellung Kunsthalle Bern
- 2014: Ausstellung August Gaul, Martin Lauterburg, Kunstmuseum Bern[4]